# Günter Selke
Günter Selke (* 8. März 1954) ist ein ehemaliger deutscher Fußballspieler. Für den Hamburger SV hat der Offensivspieler in der Saison 1971/72 zwei Spiele in der Fußball-Bundesliga absolviert. Beim VfL Osnabrück kamen 1973/74 im letzten Jahr der alten zweitklassigen Regionalliga Nord 39 Ligaspiele mit neun Toren und im ersten Jahr der 2. Fußball-Bundesliga, 1974/75, zehn Spiele mit einem Tor hinzu.

## Sportliche Laufbahn
In der Jugendabteilung von FTSV Wilhelmsburg-Neuhof, im damaligen Bezirk Harburg gelegen, entwickelte sich das Talent des Schülers Günter Selke. Im Jahr 1970 wechselte er in die Nachwuchsabteilung des Bundesligisten Hamburger SV, wo „Talentespäher“ Gerhard Heid eine ganze Anzahl von überdurchschnittlich begabten Jungtalenten im Ochsenzoll versammelte. In seinem zweiten A-Juniorenjahr, 1971/72, wurde der 1,68 m große Techniker von DFB-Trainer Herbert Widmayer in die deutsche Jugendnationalmannschaft aufgenommen. Das Hamburger Eigengewächs debütierte in der DFB-Jugendauswahl beim Länderspiel am 25. Februar 1972 gegen Jugoslawien (1:1). Am 9. April gehörte er der Auswahl beim 5:2-Erfolg im Qualifikationsspiel gegen Dänemark an. Im Mai 1972 fand das UEFA-Juniorenturnier in Spanien statt, Selke gehörte dem DFB-Aufgebot an und kam in den Spielen gegen die UdSSR (4:0), Schottland (0:1), Ungarn (3:2, 1 Tor) und gegen Spanien am 20. Mai in Barcelona zum Einsatz, welches nach Verlängerung 2:2 endete und in dem sich die Widmayer-Schützlinge im Elfmeterschießen mit 5:3 durchsetzten. Das Finale wurde am 22. Mai mit 0:2 gegen Rekordsieger England verloren, der deutsche Angriff war dabei in der Besetzung mit Selke, Ronnie Worm, Dieter Kaster, Kurt Eigl und Bernhard Dürnberger aufgelaufen. Insgesamt bestritt Selke im ersten Halbjahr 1972 zehn Jugendländerspiele.
Unter Trainer Klaus-Dieter Ochs wurde der A-Junior am Ende der Saison 1971/72 im Juni 1972 zweimal in der Bundesliga zum Einsatz gebracht. Er debütierte am 3. Juni beim 2:0-Heimerfolg gegen den MSV Duisburg in der Bundesliga. Er wurde dabei in der 46. Minute für Peter Lübeke eingewechselt. Die Runde beendete der HSV am 28. Juni mit einem Heimremis von 1:1 gegen den 1. FC Köln, Selke bildete dabei mit Lübeke und Klaus Winkler den Angriff. Als er in der folgenden Saison 1972/73 offiziell in den Lizenzkader aufrückte, kam kein weiterer BL-Einsatz mehr dazu. Lediglich im Ligapokal, am 11. Oktober 1972, bei einem 2:1-Erfolg bei Eintracht Braunschweig, streifte er nochmals das Trikot mit der Raute in einem Pflichtspiel über. An Spielern wie Franz-Josef Hönig, Ole Bjørnmose, Caspar Memering und Klaus Zaczyk kam er nicht vorbei. Als der bisherige HSV-Trainer Ochs zur Saison 1973/74 den VfL Osnabrück in der Regionalliga Nord übernahm, unterschrieb auch Selke an der Bremer Brücke einen neuen Vertrag.
Der Mittelfeldtechniker debütierte am 12. August 1973 bei einem 2:0-Auswärtserfolg beim Heider SV in der Regionalliga Nord. Die ersten Tore erzielte er am 21. Oktober 1973 bei einem 7:0-Heimerfolg gegen den Itzehoer SV, als ihm zwei Tore gelangen. Das letzte Rundenspiel gewann der VfL am 5. Mai 1974 mit 3:0 beim VfB Oldenburg; Selke war im Mittelfeld aufgelaufen und hatte insgesamt in 34 Ligaeinsätzen neun Tore erzielt und Osnabrück belegte den 3. Rang. Im ersten Jahr der neu eingeführten 2. Bundesliga kamen für Selke in Osnabrück lediglich zehn Einsätze mit einem Tor hinzu und er schloss sich zur Runde 1975/76 SV Atlas Delmenhorst dem Meister des Jahres 1974/75 in der Verbandsliga West in Niedersachsen an. Mit Atlas gelang 1975/76 nach einem Entscheidungsspiel gegen Hannover 96 Am. die Meisterschaft und der Aufstieg in die Amateuroberliga Nord. Selke spielte bis 1982 bei Atlas und kam auf insgesamt 168 Oberligaeinsätze mit 22 Toren.
Im Sommer 1982 schloss sich Selke Eintracht Osnabrück an, wo er 1987 seine Spielerkarriere beendete.